# Richard Lugo (calciatore)
Richard Martín Lugo Martínez (Lambaré, 20 giugno 1992) è un calciatore paraguaiano, centrocampista o attaccante dell'Orbetello.

## Carriera

### Gli Inizi
Cresciuto calcisticamente nelle giovanili dell’Udinese, senza riuscire mai a debuttare in prima squadra, dopo gli anni in Friuli fa ritorno in Paraguay. In patria calca i campi della massima serie con l’Independiente de Campo Grande e lo Sportivo Carapegua.

### Bari
Nel settembre 2013, si trasferisce al Bari, debuttando in Siena-Bari, gara valida per la terza giornata del campionato di Serie B 2013-2014. Il suo unico gol con i biancorossi, è quello che risulta decisivo nella sfida del San Nicola contro il Cittadella.

### Grosseto
Rimasto svincolato dai pugliesi, trova spazio nelle file del Grosseto, impegnato nel campionato di Lega Pro 2014-2015. Con i toscani colleziona 23 presenze e 2 reti messe a segno.

### Ritorno in patria (Club Guaraní, River Plate e General Díaz)
Dopo 2 stagioni, ritorna in patria nel Club Guaraní, club impegnato nella División Profesional, la massima serie paraguaiana. Prosegue la carriera con River Plate e il Club General Díaz, dove rimane fino a fine luglio 2017.

### Bisceglie
Nell'estate 2017, ritorna in Italia dove firma per il Bisceglie. Tra i Nerazzurri stellati, ritrova il vice-allenatore all'epoca della permanenza in biancorosso, Nunzio Zavettieri.

### Virtus Francavilla
Durante la sessione invernale di calciomercato 2018, è al centro dello scambio che porta al John-Christophe Ayina al Bisceglie. Con i biancazzurri prosegue il campionato di Serie C 2017-2018 disputando 11 gare.

### Nacional e Fidelis Andria
Nel gennaio 2019, rientra in patria tra le file del Club Nacional per poi fare ritorno a fine anno in Italia, nella Fidelis Andria.

### Fasano
A fine estate 2020, si accorda con il Città di Fasano. Tra le file dei brindisini, ritrova il suo compagno di squadra ai tempi del Bari Enis Nadarević.

## Filmografia
- 2015 - Una meravigliosa stagione fallimentare

## Statistiche

### Presenze e reti nei club
Statistiche aggiornate al 23 dicembre 2020.
| Stagione                  | Squadra                   | Campionato                | Campionato | Campionato | Coppe nazionali | Coppe nazionali | Coppe nazionali | Coppe continentali | Coppe continentali | Coppe continentali | Altre coppe | Altre coppe | Altre coppe | Totale | Totale | Totale |
| Stagione                  | Squadra                   | Comp                      | Pres       | Reti       | Comp            | Pres            | Reti            | Comp               | Pres               | Reti               | Comp        | Pres        | Reti        | Pres   | Reti   |        |
| ------------------------- | ------------------------- | ------------------------- | ---------- | ---------- | --------------- | --------------- | --------------- | ------------------ | ------------------ | ------------------ | ----------- | ----------- | ----------- | ------ | ------ | ------ |
| 2013-2014                 | Bari                      | B                         | 20         | 1          | CI              | -               | -               |                    |                    |                    |             |             | -           | 20     | 1      |        |
| 2014-2015                 | Grosseto                  | LP                        | 23         | 2          | CI-LP           | -               | -               |                    |                    |                    |             |             |             | 23     | 2      |        |
| 2017-gen. 2018            | Bisceglie                 | C                         | 19         | 1          | CI-C            | 4               | 1               |                    |                    |                    |             |             | -           | 23     | 2      |        |
| gen. 2018-2018            | Virtus Francavilla        | C                         | 11+2       | 1          |                 |                 |                 |                    |                    |                    |             |             |             | 13     | 1      |        |
| 2018-gen. 2019            | Virtus Francavilla        | C                         | 14         | 3          | CI+CI-C         | 1+1             | 0               |                    |                    |                    |             |             |             | 16     | 3      |        |
| Totale Virtus Francavilla | Totale Virtus Francavilla | Totale Virtus Francavilla | 25+2       | 4          |                 | 1+1             | 0               |                    |                    |                    |             |             |             | 29     | 4      |        |
| dic. 2019-2020            | Fidelis Andria            | D                         | 0          | 0          |                 |                 |                 |                    |                    |                    |             |             |             | 0      | 0      |        |
| set. 2020-2021            | Fasano                    | D                         | 4          | 0          |                 |                 |                 |                    |                    |                    |             |             |             | 4      | 0      |        |
| Totale carriera           | Totale carriera           | Totale carriera           | 91+2       | 8          |                 | 1+5             | 1               |                    |                    |                    |             |             |             | 99     | 9      |        |